# Aimee Semple McPherson
Aimee Semple McPherson (Salford, Ontario, 9 de octubre de 1890 - Oakland, California, 27 de septiembre de 1944), también conocida como la «hermana Aimee» o «hermana», fue una evangelista pentecostal canadiense y una celebridad mediática muy influyente durante los años 1920 y 1930. Fue, además, la fundadora de la Iglesia Cuadrangular. McPherson ha sido reconocida como una pionera en el uso de los medios de comunicación modernos, porque usó la radio para aprovechar el creciente atractivo del entretenimiento popular en América del Norte e incorporó otras formas en sus sermones semanales en el Angelus Temple, una de las primeras megaiglesias.
En su época, fue la evangelista protestante más publicitada, superando a Billy Sunday y sus otros antecesores. Dirigió demostraciones públicas de sanación por la fe ante grandes multitudes; los testimonios transmitieron decenas de miles de personas sanadas. La articulación de McPherson sobre los Estados Unidos como una nación fundada y sostenida por la inspiración divina continúa siendo repetida por muchos pastores en las iglesias de hoy.
El estilo de predicación de McPherson, el extenso trabajo de caridad y las contribuciones ecuménicas fueron una gran influencia para el cristianismo carismático en el siglo XX.  

## Carrera

### Inicios Evangélicos
En diciembre de 1907, conoció a su primer marido Robert James Semple, un misionero pentecostal de Irlanda mientras asistía a una reunión de avivamiento por una exhortación de su padre. Después de su conversión y un noviazgo breve, se casaron el 12 de agosto de 1908.
Poco después, los dos se embarcaron en un viaje de evangelización, primero a Europa y luego a China, a donde llegaron en junio de 1909.  Poco después de desembarcar en Hong Kong, ambos contrajeron disentería. Robert Semple murió de la enfermedad el 19 de agosto de 1910. Aimee Semple se recuperó y dio a luz a una hija, Roberta Star Semple, el 17 de septiembre, después de lo cual regresó a los Estados Unidos. Roberta murió en enero de 2007.
Aimee Semple, siguiendo los pasos de sus padres adoptivos, se mantuvo activa en el Ejército de Salvación. Aunque estando tan ocupada en Nueva York, conoció a su segundo marido, Harold Stewart McPherson, un contador. Se casaron el 5 de mayo de 1912, y tuvieron un hijo, Rolf Potter Kennedy McPherson, nacido el 23 de marzo de 1913. 
Después del nacimiento de su hijo, McPherson sufrió de depresión postparto y varios otros problemas de salud. Trató de tranquilizarse trasladándose a una casa más silenciosa, pero su entrega personal al servicio cristiano se mantuvo constante. En 1914, fue hospitalizada con apendicitis. Después de varias operaciones que no le quitaron el dolor, escuchó una voz que la invitaba a ir a predicar. Después de aceptar, el dolor desapareció. Después de esta experiencia casi mortal en 1914, se embarcó en una carrera de predicación en Canadá y los Estados Unidos. De conformidad con la promesa que hizo a Dios durante su enfermedad, salió de casa antes de junio de 1915 y empezó a evangelizar, teniendo lugar los despertares religiosos, viajaba por toda la parte oriental de los Estados Unidos, después se dirigió a otras partes del país.
En 1916, en compañía de su madre Mildred Kennedy, hizo un recorrido por el sur de los Estados Unidos. En su "Coche del Evangelio", un Packard del año 1912 para viajar con consignas cristianas pintadas en el costado, de pie en el asiento trasero evangelizaba a través de un megáfono. En la carretera, entre sermones, se sentaba en el asiento trasero escribiendo sermones y otros materiales religiosos. En 1917 había comenzado a editar su propio periódico, llamado "La Llamada a las bodas", para el cual escribió muchos de sus artículos.

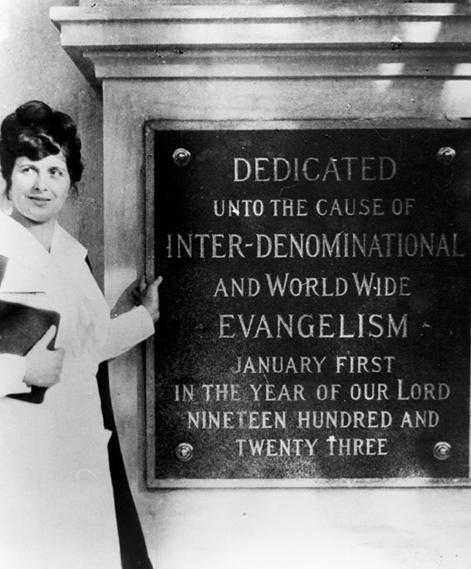
McPherson en la dedicación del Templo del Ángelus en 1923.

De 1918 a 1922 fue una predicadora itinerante. Después de predicar por muchos lugares del mundo, se afincó en Los Ángeles. Esa iba a ser su base de operaciones. Allí mantuvo una casa y una iglesia. 
Fue ordenada evangelista por las Asambleas de Dios en 1919. Sin embargo, terminó su asociación con las Asambleas de Dios en 1922.
Primero predicó en la radio en Oakland (California) en abril de 1922 para llegar a una audiencia más amplia.

### Iglesia del Evangelio Cuadrangular
En octubre de 1922, explicó su visión del "Evangelio Cuadrangular" (o "Evangelio completo") en un sermón en Oakland (California). Esto representa los 4 aspectos del ministerio de Jesucristo: es el Salvador, bautiza con el Espíritu Santo, es Sanador y es Rey.
Durante varios años siguió viajando y recaudando fondos para la construcción de un gran y abombado edificio de la iglesia en la zona de Echo Park de Los Ángeles, llamada Angelus Temple. La iglesia fue construida, y dedicada el 1 de enero de 1923. A pesar de algunas afinidades con los pentecostales, sus creencias son interdenominacionalistas. La iglesia tiene una capacidad para 5300 personas y se llenó totalmente tres veces al día, siete días a la semana. En un principio, McPherson predicó todos los servicios. La iglesia finalmente convertida a su propia asociación, fue llamada la Iglesia Cuadrangular. La iglesia se hizo notar por sus servicios a la comunidad, en particular durante la Gran Depresión.
McPherson fue famosa tanto dentro como fuera de los círculos religiosos. En cada ciudad donde se celebraban servicios contaban por lo general con la asistencia de dirigentes civiles, así como también los pastores que representaban a las iglesias locales de cada denominación. Se aseguró de que el Angelus Temple estuviera representado en los desfiles de carrozas locales y entró en el famoso Rose Parade en Pasadena. Sus ilustrados sermones atraían a gente de la industria del espectáculo, que iban a ver un "espectáculo" que competiría con lo que Hollywood tenía para ofrecer. Estas famosas producciones atraían a gente que nunca habría pensado entrar en una iglesia, y luego les presentaba su interpretación del mensaje de la salvación. McPherson cree que el Evangelio debe presentarse en cada oportunidad, y deben utilizarse los medios del mundo puestos a su disposición para presentarlo a la mayor cantidad de personas posible. Sus sermones, a diferencia de otros contemporáneos, por ejemplo, Billy Sunday, no eran los habituales mensajes de fuego y azufre, sino que se basaban en torno a una más fácil interpretación de los textos cristianos modernos. También fue muy hábil en la recaudación de fondos; que fueron adoptadas en cada una de las reuniones, generalmente con la amonestación de "Ninguna moneda, por favor".

## Vida posterior y carrera
McPherson continuó su ministerio después de que fuera disminuyendo la atención pública en la controversia sobre el secuestro, pero cayó en desgracia con la prensa. Aunque tanto ella como su ministerio todavía recibían gran cantidad de publicidad, la mayor parte era mala. 
Fue secuestrada en mayo de 1926 y reapareció en México cinco semanas después. Ella afirmó haber sido retenida para pedir rescate en una cabaña en el desierto. Durante el juicio, los fiscales de Los Ángeles teorizaron que Aimee Semple McPherson había desaparecido deliberadamente para llamar la atención de los medios sobre su ministerio. En enero de 1927, Aimee Semple McPherson, su madre y otros familiares fueron acusados de conspiración criminal y obstrucción a la justicia. Sin embargo, debido a la falta de pruebas y la presencia de testimonios sospechosos, se retiraron los cargos.
Después del juicio, recibió varias ofertas para actuar en películas de estudios de cine. Ella aceptó e interpretó papeles secundarios en varias películas seculares, creyendo que el cine era una herramienta para la Gran Comisión.

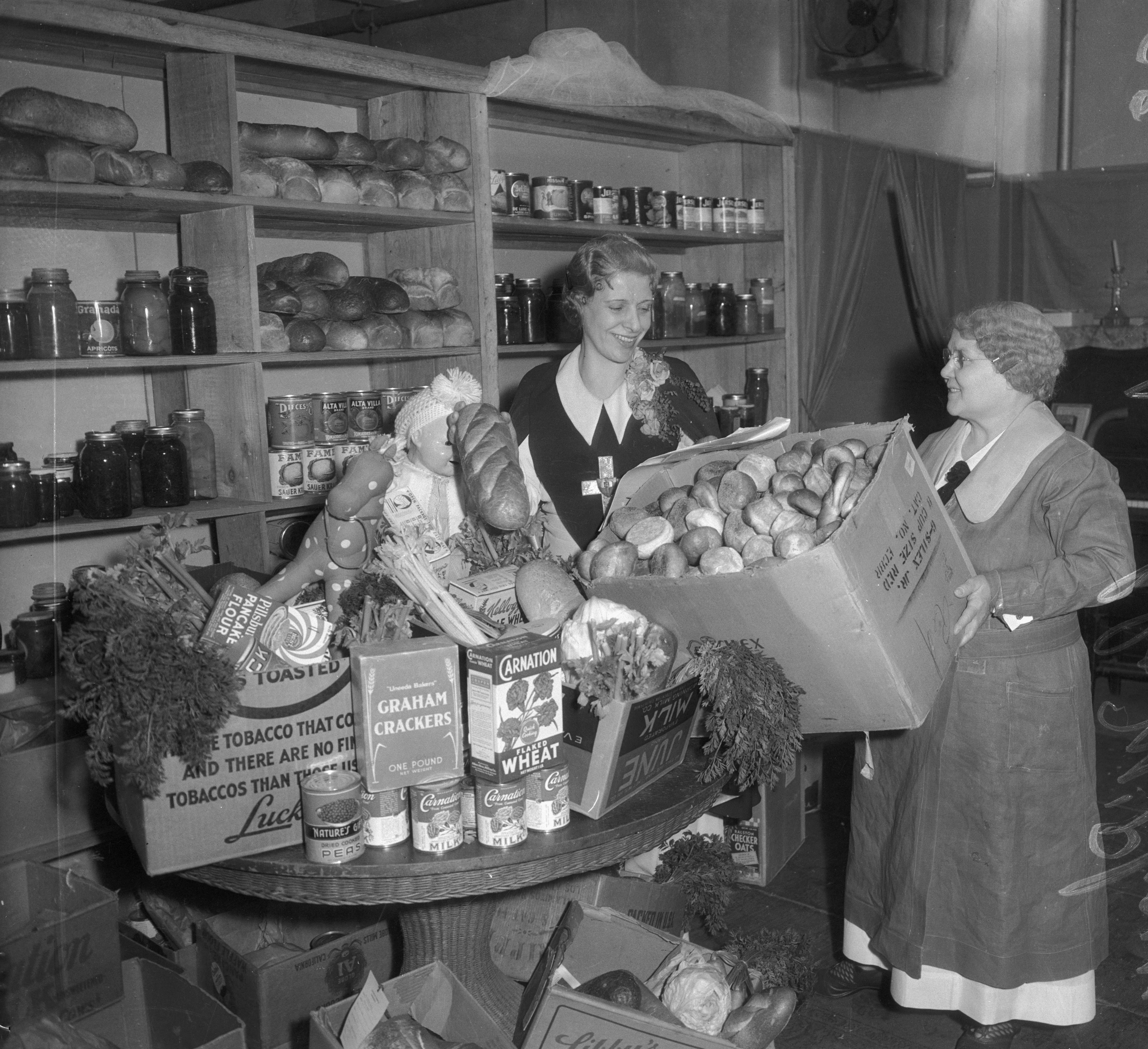
Aimee Semple McPherson prepara canastas navideñas, 1935.

En 1927, abrió un banco de alimentos y comedor social cerca de la iglesia, distribuyendo alimentos, ropa y mantas.
Además, McPherson se involucró en las luchas de poder en la iglesia enfrentada con su madre e hija. Sufrió una crisis nerviosa en agosto de 1930.
El 13 de septiembre de 1931, McPherson se casó nuevamente, esta vez con el actor y músico, David Hutton. El matrimonio tuvo un comienzo duro: dos días después de la boda, Hutton fue demandado por alienación de afecto por una mujer, Hazel St. Pierre, a quien había que nunca se reunió. Resolvió el caso mediante el pago de 5.000 dólares a St. Pierre. Mientras, McPherson, estando ausente por Europa, se indignó con Hutton al descubrir que este se presentaba como "El hombre de Aimee" en su actuación de cabaret como cantante. El matrimonio también causó un alboroto dentro de la iglesia. Puesto que los principios del evangelio cuadrangular, que fueron establecidos por la misma McPherson, decían que nadie debe casarse mientras su anterior cónyuge aún estuviera con vida (siendo ese el caso de Harold McPherson). McPherson y Hutton se separaron en 1933, divorciándose el 1 de marzo de 1934.

## Muerte
El 27 de septiembre de 1944, poco después de dar un sermón, fue encontrada muerta en su habitación de hotel en Oakland, California, de una sobredosis de barbitúricos prescritos. Hubo conjeturas de suicidio.Sin embargo, se convino en general en que la sobredosis fue accidental, como se señala en el informe del médico forense.
McPherson fue enterrada en el Forest Lawn Memorial Park Cemetery de Glendale, California. Por James Morris, de acuerdo con los pastores, fue enterrada con un teléfono en su féretro para asegurar su supervivencia en caso de la resurrección corporal, aunque otros biógrafos no mencionan este hecho. La iglesia del Evangelio Cuadrangular, cuya dirección fue asumida por el hijo de McPherson Rolf durante 44 años después de su muerte, sigue en todo el mundo con más de dos millones de miembros, más del 90% de los cuales son de fuera de los Estados Unidos.

## Trabajos sobre McPherson

### Películas
- Aimee Semple McPherson apareció en La Voz de Hollywood N º 9(1930), una serie de documentales populares liberados por Tiffany Studios.[19]
- La película The Miracle Woman de Frank Capra (1931) y protagonizada por Barbara Stanwyck, se inspira en la biografía de McPherson.
- Una película de televisión sobre los eventos relacionados con su desaparición de 1926, La desaparición de Aimee (1976) tenía como protagonista a Faye Dunaway como McPherson y Bette Davis como su madre.
- Una adaptación cinematográfica de la historia de su vida, llamada Aimee Semple McPherson (2006) fue dirigida por Richard Rossi. En 2001 Rossi también rodó el cortometraje Salvando a la hermana Aimee.
- Un documental sobre McPherson, llamado Aimee la hermana, en la serie de PBS La experiencia estadounidense, debutó 2 de abril de 2007.[20]

### Teatro
Una producción musical Saving Aimee, con libro y letra de Kathie Lee Gifford y música de David Pomeranz y David Friedman (compositor), debutó en el White Plains Performing Arts Center en octubre de 2005 y se puso en escena en el Firma Teatro de Arlington (Virginia) en abril y mayo de 2007.